# 阿克梅內
阿克梅內是立陶宛希奧利艾縣阿克梅內區内的城镇，位於該國北部，距離新阿克梅內12公里，毗鄰與拉脫維亞接壤的邊境，2011年人口2,593。